# Bolitoglossa taylori
Bolitoglossa taylori es una especie de salamandras en la familia Plethodontidae.
Es endémico de la Provincia de Darién, en Panamá; su presencia en Colombia es dudosa.
Su hábitat natural son bosques húmedos tropicales o subtropicales a baja altitud y los montanos húmedos tropicales o subtropicales.